# Nathalie Lind
Pour les articles homonymes, voir Lind.
Ne doit pas être confondu avec Natalie Alyn Lind.
Nathalie Lind, née le 1er octobre 1918 à Copenhague (Danemark) et morte le 14 janvier 1999 dans la même ville, est une femme politique danoise, membre du parti Venstre, ancienne ministre et ancienne députée au Parlement (le Folketing).